# Snopes
Snopes (wymowa: 'snoʊps; dawniej Urban Legends Reference Pages) – niekomercyjny serwis internetowy specjalizujący się w weryfikowaniu prawdziwości potencjalnych fake newsów, miejskich legend, możliwych mistyfikacji i internetowych plotek.
Jego twórcami i właścicielami są Barbara i David Mikkelson. Serwis ma kilka działów tematycznych, dotyczących np. łańcuszków rozsyłanych pocztą elektroniczną, plotek o sławnych osobach, różnego typu sensacji prasowych itp. Z uwagi na to, że redaktorzy Snopes przykładają dużą wagę do wiarygodności źródeł informacji, na serwisie tym często opierają się inne serwisy informacyjne. Serwis weryfikuje także miejskie legendy krążące w kulturze amerykańskiej.